# دون (كارولاينا الشمالية)
دون (بالإنجليزية: Dunn, North Carolina)‏ هي مدينة تقع في الولايات المتحدة في مقاطعة هارنيت، كارولاينا الشمالية.  يقدر عدد سكانها بـ 9,637 نسمة ومساحتها 16.1 كم2  وترتفع عن سطح البحر 63 متر.

## أعلام
- ديبي مورغان
- لينك راي